# Boudinage

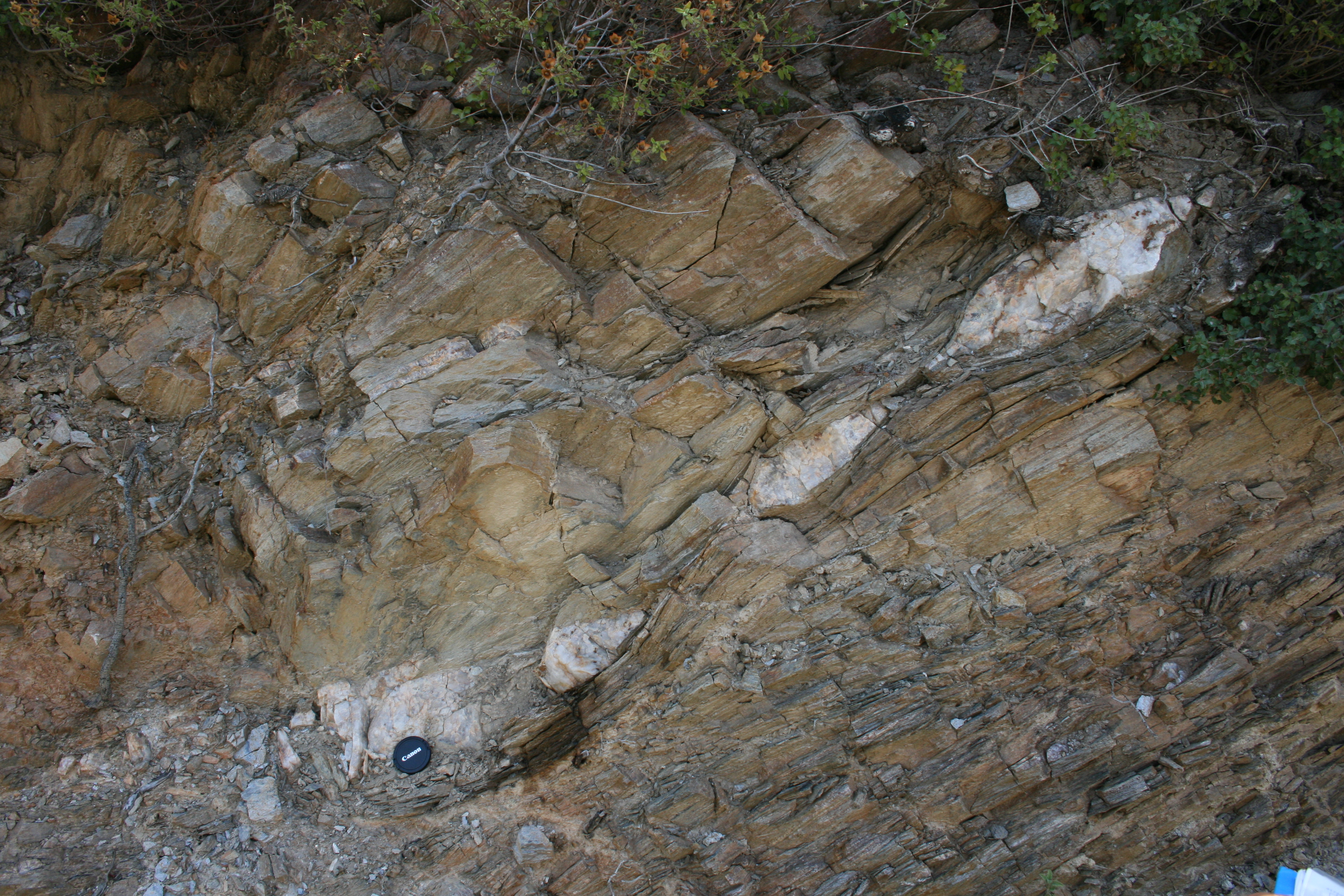
Boudins de mármore (branco) em hornfels de silicato de cálcio.

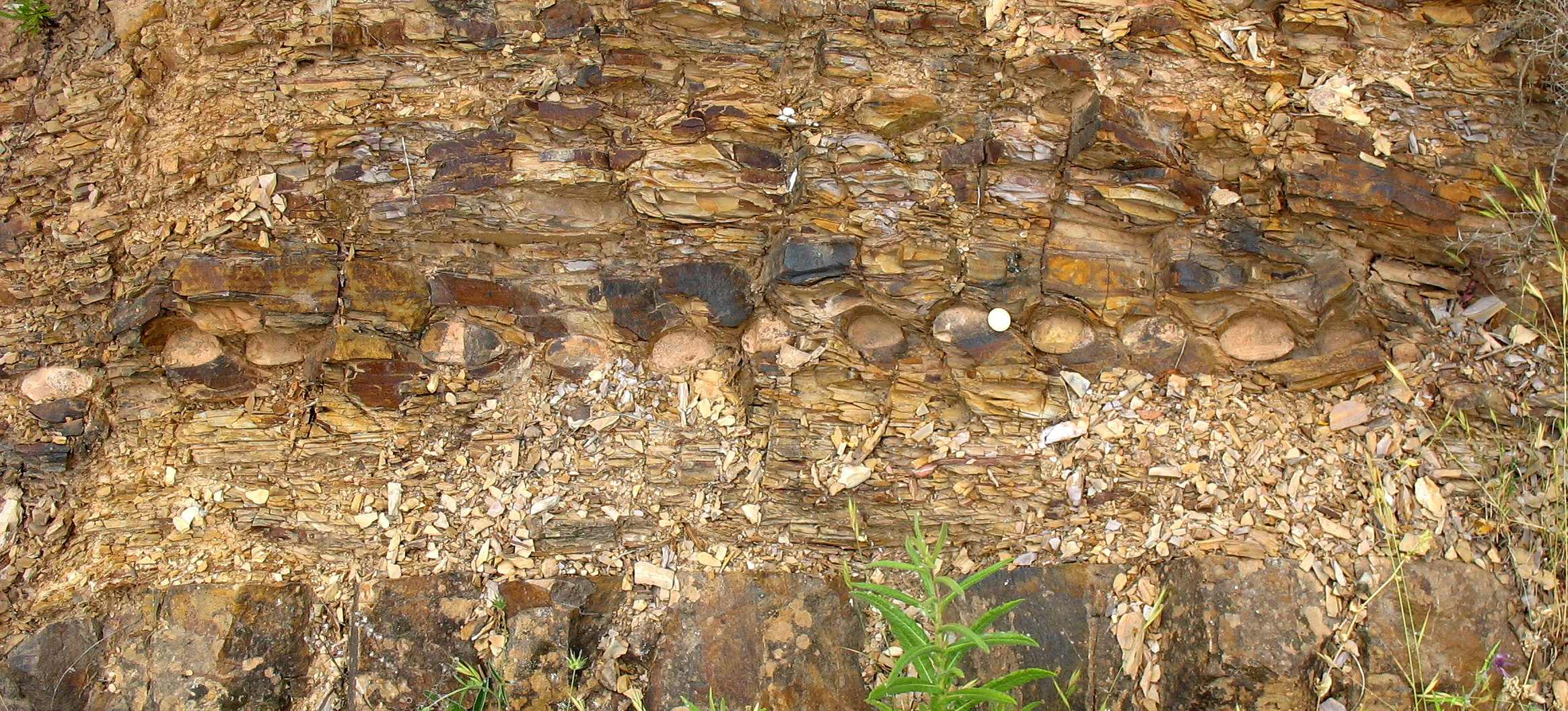
Boudinage em rochas sedimentares, mostrando uma série de pelo menos catorze boudins

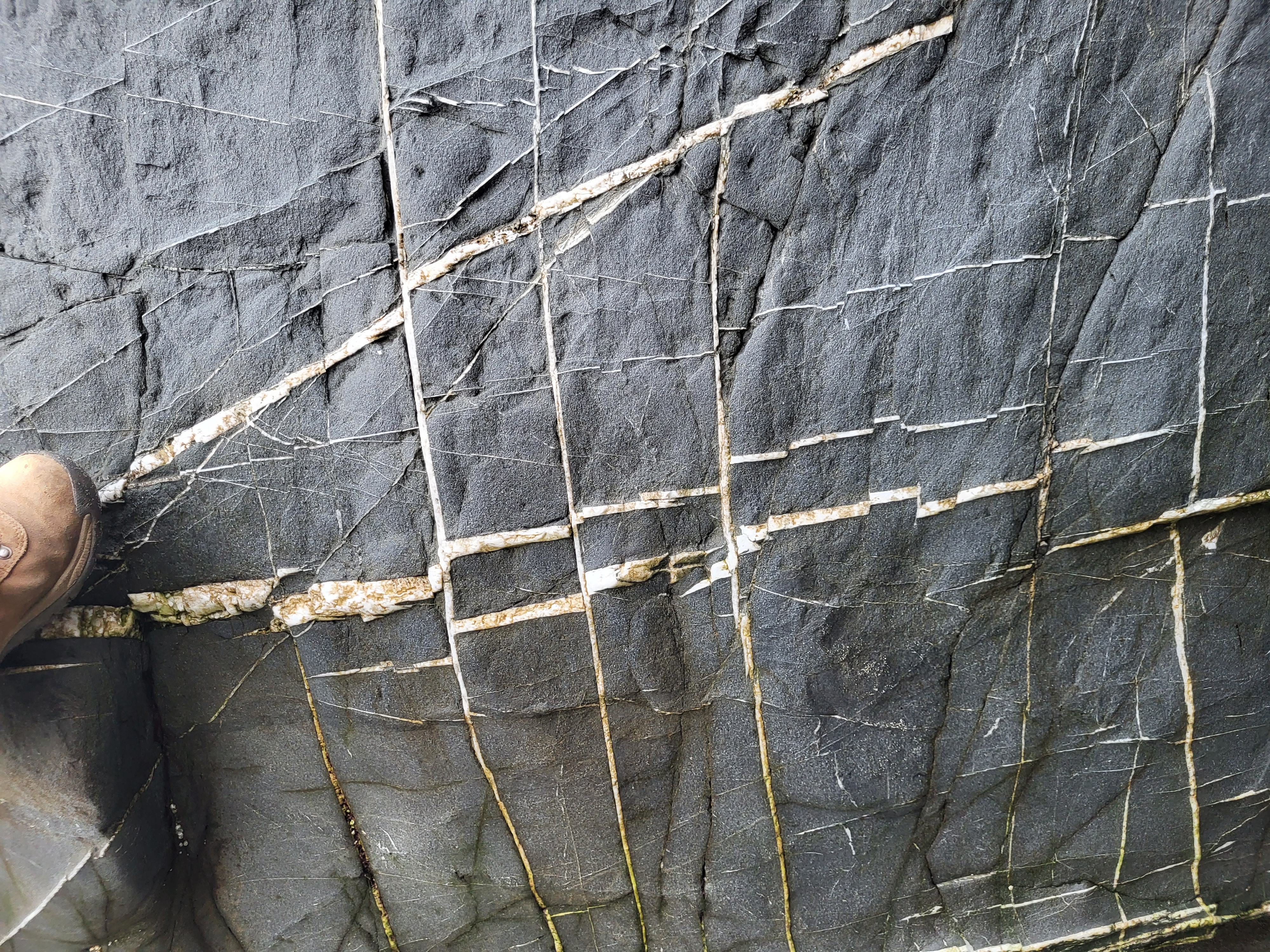
Estruturas de boudinage em tablete de chocolate numa rocha metassedimentar de baixo grau que aflora em Deception Pass (estado de Washington).

Diagrama da resposta de uma barra metálica cilíndrica a uma força de tração em sentido contrário ao das suas extremidades: (a) fratura frágil (rúptil); (b) fratura dúctil; (c) fratura totalmente dúctil. As formas assumidas pela barra são análogas às que um boudin pode ter

Boudinage (do francês boudin, um salsicha) é a designação dada em geologia estrutural a uma pequena estrutura geológica de origem tectónica que se assemelha a um cordão de salsichas visto em secção. Forma-se quando um corpo tabular competente, mais rígido que a rocha envolvente, é deformado por estiramento ou esmagamento, com a rocha mais plástica a se adaptar ao contorno deformado. Na literatura especializada, o termo é frequentemente utilizado em francês, sem tradução.
O geólogo belga Max Lohest (1909) cunhou o termo boudinage em 1909, como derivado da palavra francesa boudin, designação de um tipo de salsicha de sangue. Os boudins foram descritos pela primeira vez por geólogos belgas na pedreira de Collignon, perto de Bastogne, nas Ardenas (Bélgica).

## Descrição
Boudinage é um termo geológico usado para designar as estruturas formadas por extensão, em que um corpo tabular rígido, tal como um hornfels, é esticado e deformado no meio de um ambiente estruturalmente menos competente. O estrato competente começa a romper-se, formando boudins em forma de salsicha.
A boudinage é um processo de deformação sofrido por camadas, bandas ou lentes mais competentes e rúpteis que se fragmentam em forma de boudins (salsichas) ao serem estirados dentro de  material rochoso mais dúctil e que se escoa, quando o conjunto sofre esforços compressivos ou extensionais.
A estrutura é formada pela rutura de rochas bancadas, em que o estrato se desintegra em unidades estruturais individuais separadas (os chamados boudins), para as quais é típica uma forma arredondada, em geral elipsoide, e que, por fim, são completamente rodeados pela rocha anteriormente adjacente. É frequente encontrarem-se minerais específicos (por exemplo, calcite ou quartzo) depositados entre boudins individuais.
A boudinage é comum e pode ocorrer em qualquer escala, desde a microscópica até à litosférica, e pode ser encontrada em todos os tipos de terreno geológico. O processo pode ocorrer tanto em rochas sedimentares como em rochas ígneas ou metamórficas, desde que as condições de alongamento sejam satisfeitas e exista diferença de ductilidade entre camadas.
Durante a deformação por esmagamento, ocorre espessamento e adelgaçamento local, levando à divisão das camadas. A divisão pode ocorrer em regime dúctil, rúptil ou misto.
Os cantos dos boudins são frequentemente deformados plasticamente porque é neles que as tensões se concentraram mais durante a deformação que esteve na sua origem.
Na tectónica de escala litosférica, a boudinage de camadas fortes pode significar uma transferência de matéria rochosa por fluência em grande escala. O estudo da boudinage pode também ajudar a compreender as forças envolvidas na deformação tectónica das rochas e a sua resistência.

## Formas comuns
A boudinage pode desenvolver-se de duas formas: fracturação plana em fragmentos rectangulares ou por estiramento ou afunilamento em depressões alongadas e ondulações. A forma da boudinage é definida principalmente pela espessura e comprimento dos boudins e pelo espaçamento entre eles. As estruturas pinch-and-swell, semelhantes à boudinage clássica, são definidas pelo seu comprimento de onda.
Os boudins são característica típica de veios e zonas de cisalhamento onde, devido ao estiramento ao longo da foliação de cisalhamento e ao encurtamento perpendicular a esta, os corpos rígidos se rompem. O boudin resultante adquire assim uma forma caraterística de salsicha ou de barril. Podem também formar estruturas rectangulares. As condições de deformação dúctil também favorecem a boudinage em vez de imbricar fracturação. Os boudins podem ser separados por fracturas ou material de veios. Essas zonas de separação são conhecidas como boudin necks.
Em três dimensões, a boudinage pode assumir a forma de boudins em forma de fita ou vareta, ou de boudins em forma de tablete de chocolate, consoante o eixo e a isotropia da extensão. O seu tamanho varia entre cerca de 20 m de espessura e cerca de 1 cm. Em casos de estiramento em zonas de cisalhamento, podem ocorrer morfologias em forma de S e de peças de dominó, entre outras.
Existem três tipos diferentes de boudinage: (1) a  boudinage sem deslizamento; (2) a boudinage com deslizamento S; e (3) a boudinage com deslizamento A. A boudinage sem deslizamento ocorre quando não há deslizamento, resultando numa estrutura simétrica. A boudinage de deslizamento S ocorre quando a boudin se move em oposição ao movimento de cisalhamento, enquanto o deslizamento A ocorre quando a boudin se move com a direção do cisalhamento. Estes tipos podem ainda ser classificados em 5 grupos de formas diferentes em função da sua morfologia geral, para as quais foram descritos as seguintes formas: retangular, barril, boca de peixe e unicórnio. Um boudin do tipo barril é semelhante a um retangular, mas tem os cantos ligeiramente esticados paralelamente ao eixo longo. Os boudins do tipo unicórnio são aqueles em que, quando vistos em 2D, apenas os dois cantos que partilham um eixo longo do boudin são plasticamente esticados. Os boudins do tipo boca de peixe são semelhantes aos boudins do tipo unicórnio, mas têm todos os quatro cantos esticados por deformação plástica.

## Galeria

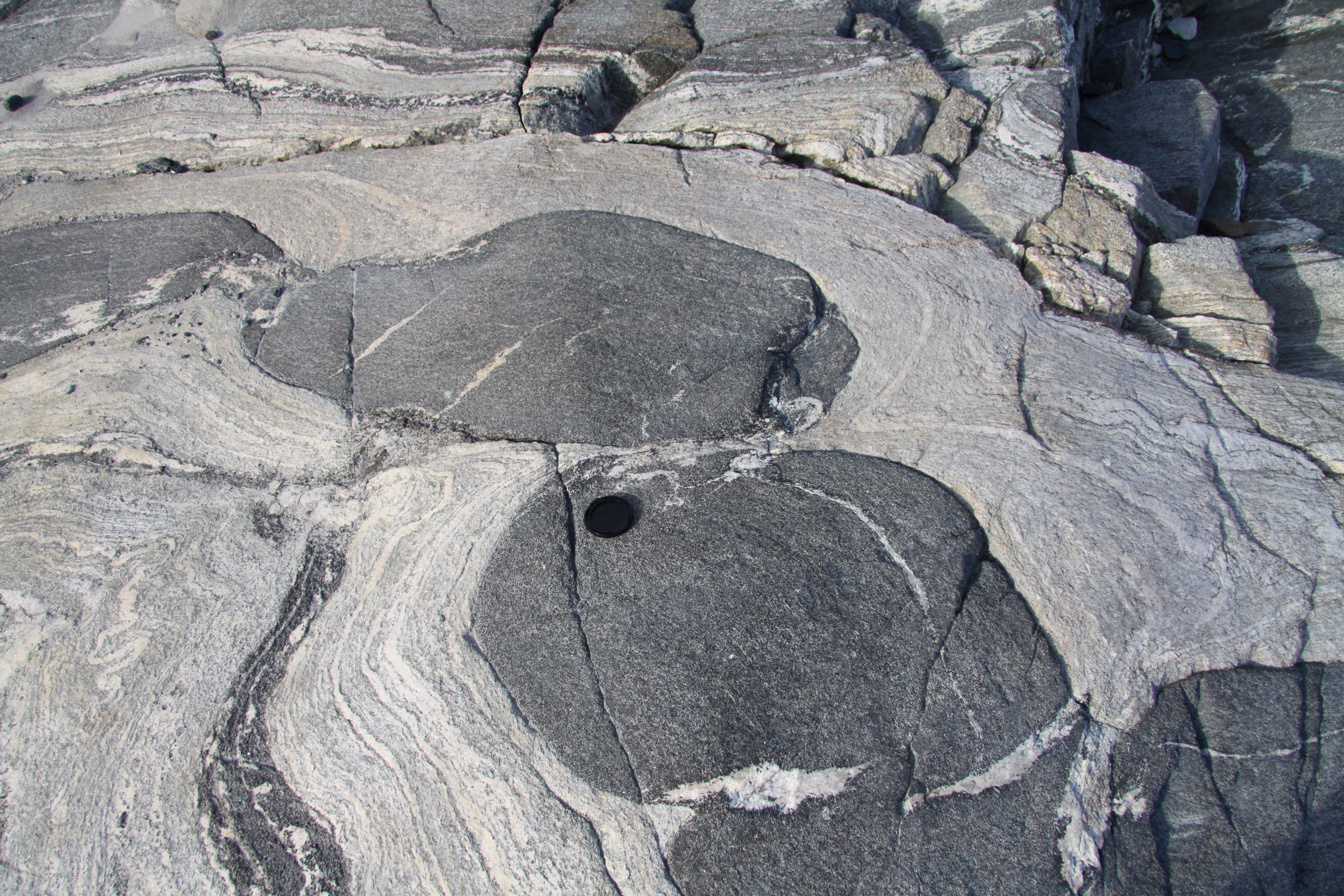
Boudinage em migmatitos altamente deformados (Gronelândia, próximo de Kangerlussuaq).
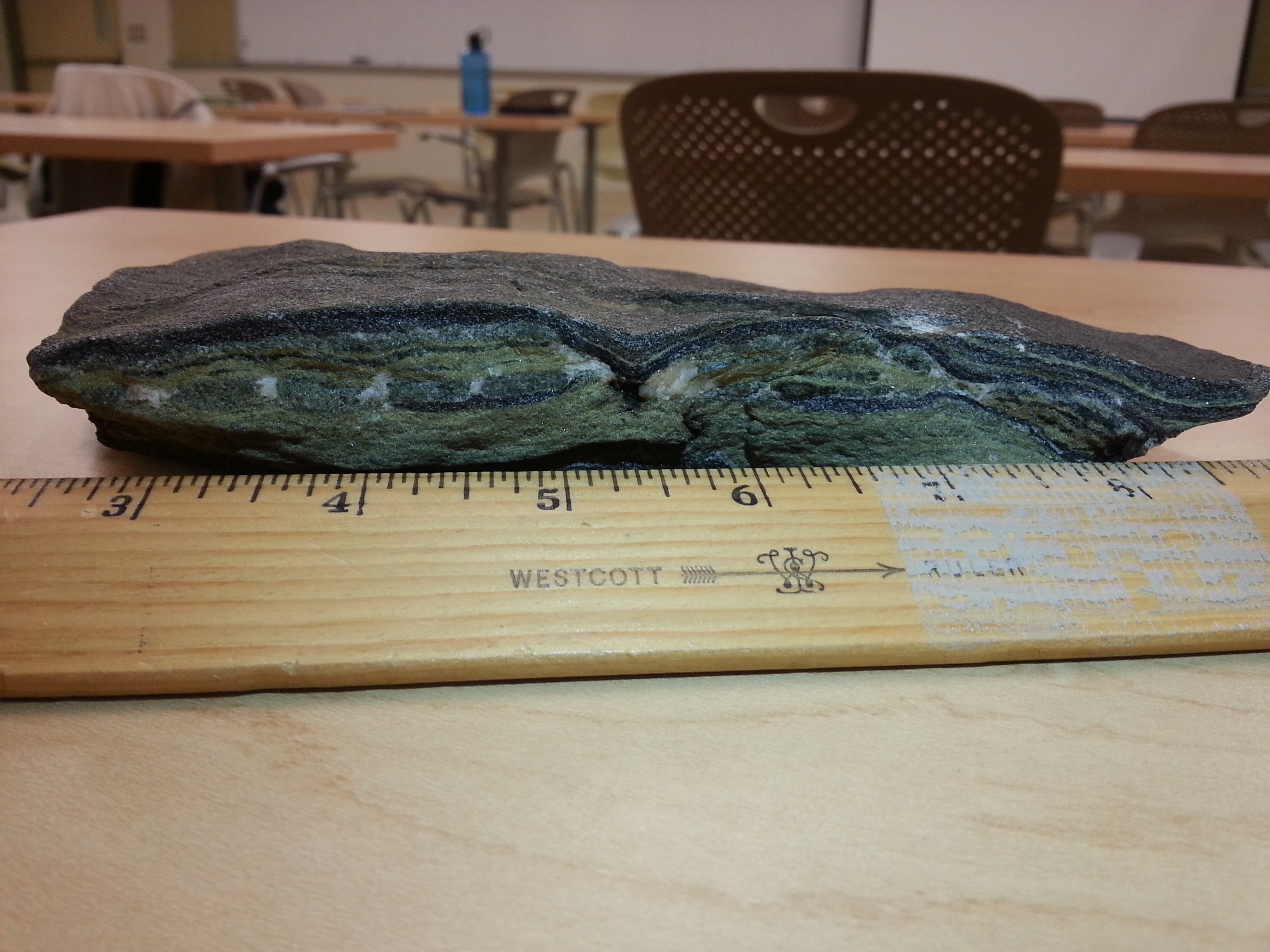
Boudinage em pequena escala.
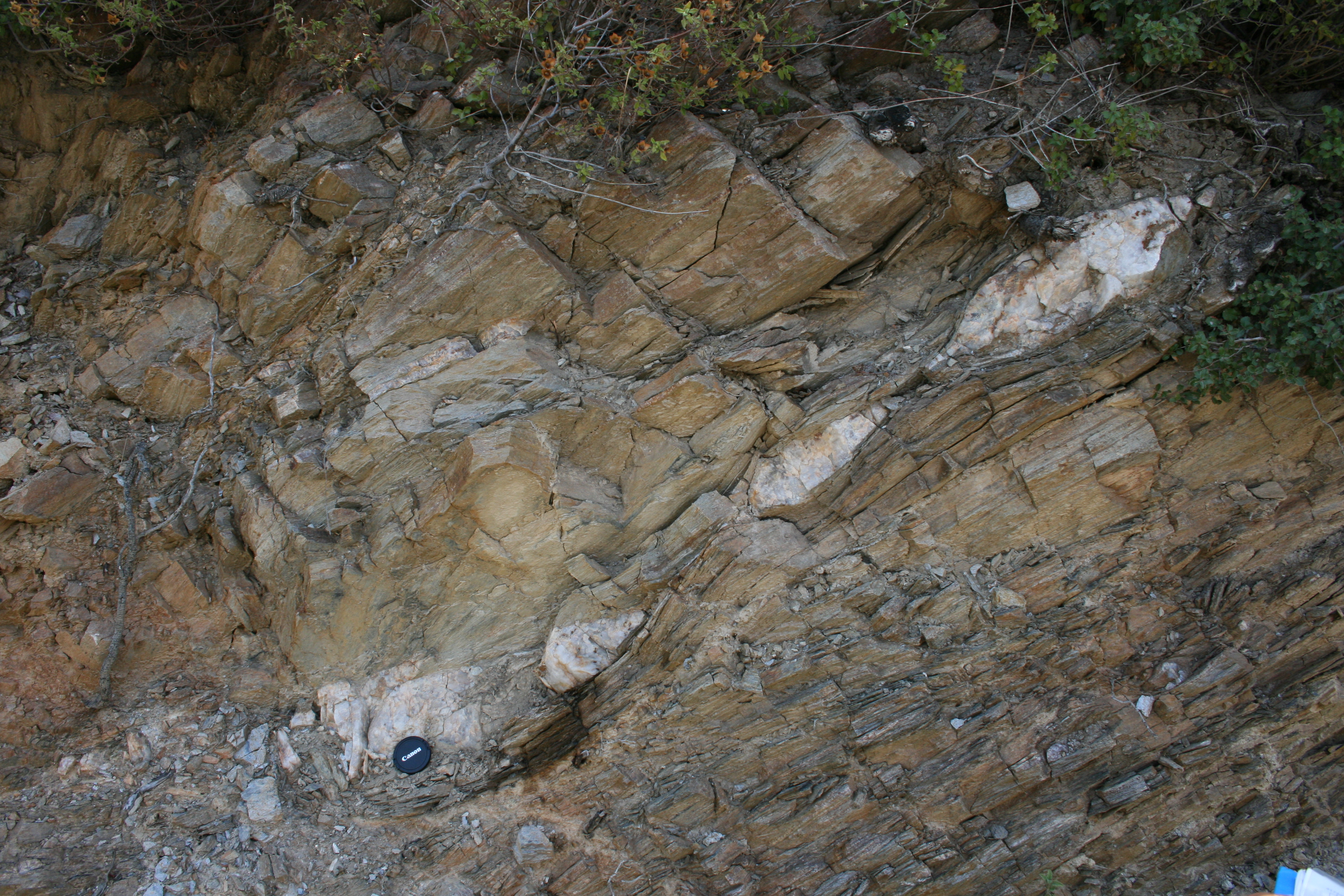
Veio de quartzo boudinizado em xisto azul (Samos, Grécia).
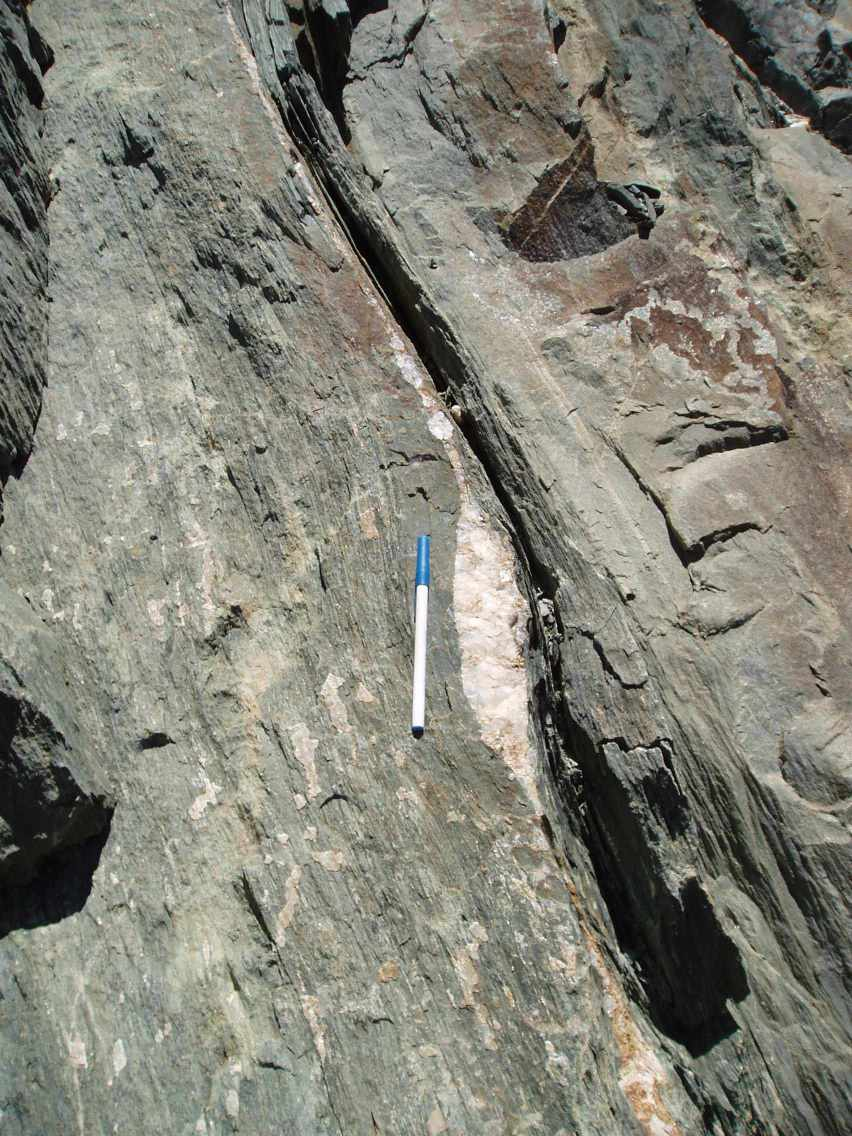
Veio de quartzo boudinizado em foliação de cisalhamento (Starlight Pit, Fortnum Gold Mine, Western Australia).
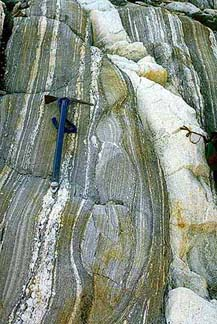
Foliação bandada em gnaisse com dique de ortognaisse; mais competente, o gnaisse bandado é boudinado por cisalhamento dúctil.
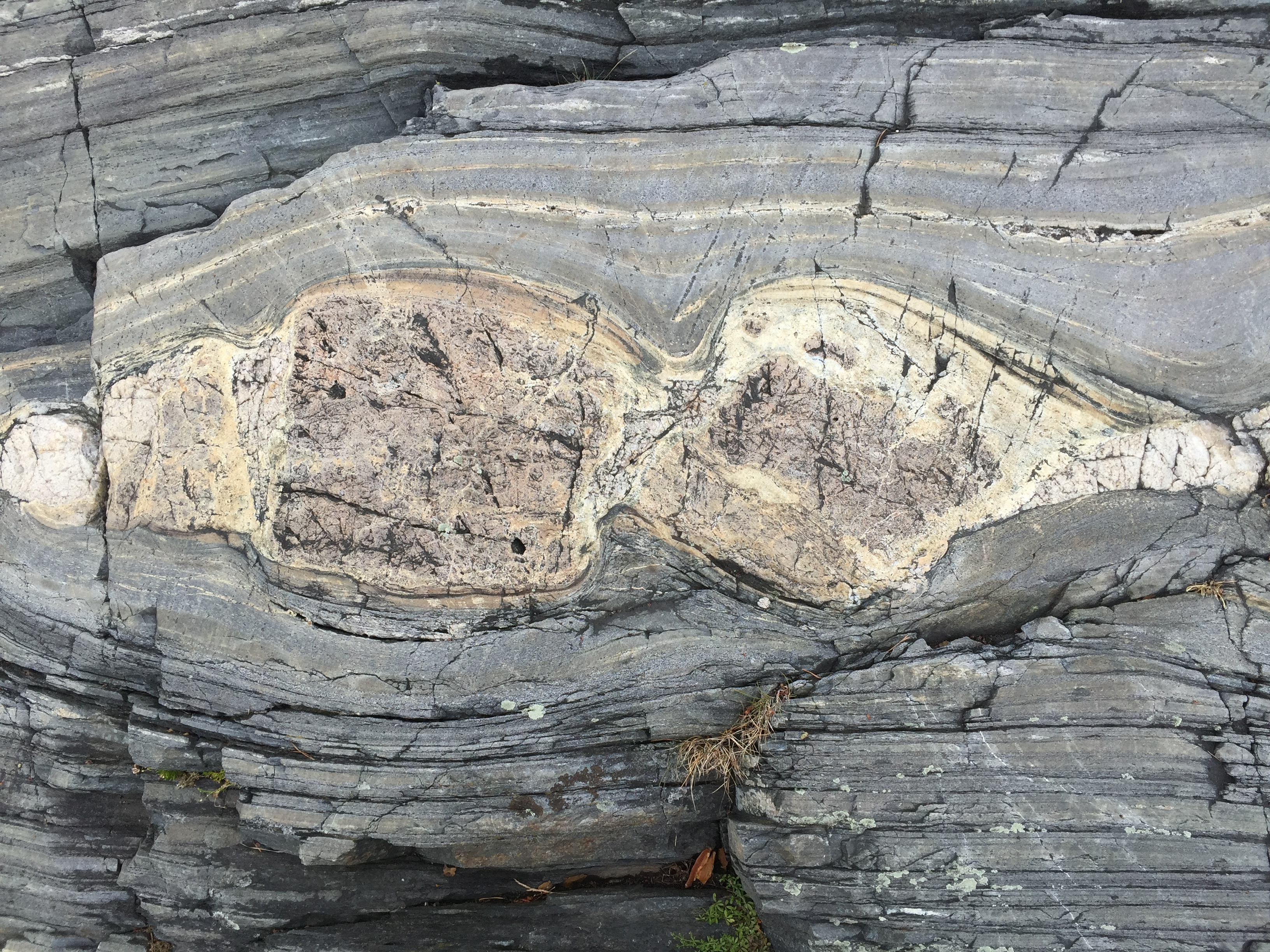
Boudin na ilha de Uto, Arquipélago de Estocolmo, Suécia.]